# Тополовка
Тополовка — село в Северо-Эвенском районе Магаданской области, бывший административный центр упразднённого Тайгоносского сельского поселения.

## Население
| 2002 | 2010 | 2013 | 2019 | 2020 | 2021 |
| ---- | ---- | ---- | ---- | ---- | ---- |
| 195  | ↘125 | ↘101 | ↗178 | ↘56  | ↘54  |

## География
Расположено на полуострове Тайгонос на реке Тополовка недалеко от впадения её в бухту Тополовка Гижигинской бухты залива Шелихова Охотского моря.

## Экономика
В селе развито сельское хозяйство — оленеводство, картофелеводство и выращивание иных овощей, рыболовство, коневодство и охота. В Советское время в селе работал колхоз «Расцвет Севера».